# Roza Papo
Roza Papo (in cirillico: Роза Папо?; Sarajevo, 6 febbraio 1914 – Belgrado, 25 febbraio 1984) è stata un medico e partigiana jugoslava ebrea di Bosnia, la prima donna a raggiungere il grado di generale dell'Armata Popolare Jugoslava.

## Biografia

### Famiglia e studi
Nacque il 6 febbraio 1914 a Sarajevo da una famiglia ebrea sefardita. Sua madre, Mirjama Abinun, era figlia di un rabbino di Gračanica. Studiò alla Scuola di Medicina di Zagabria e lavorò come medico a Sarajevo, Begov Han e Olovo prima dello scoppio della seconda guerra mondiale.

### In servizio durante la guerra

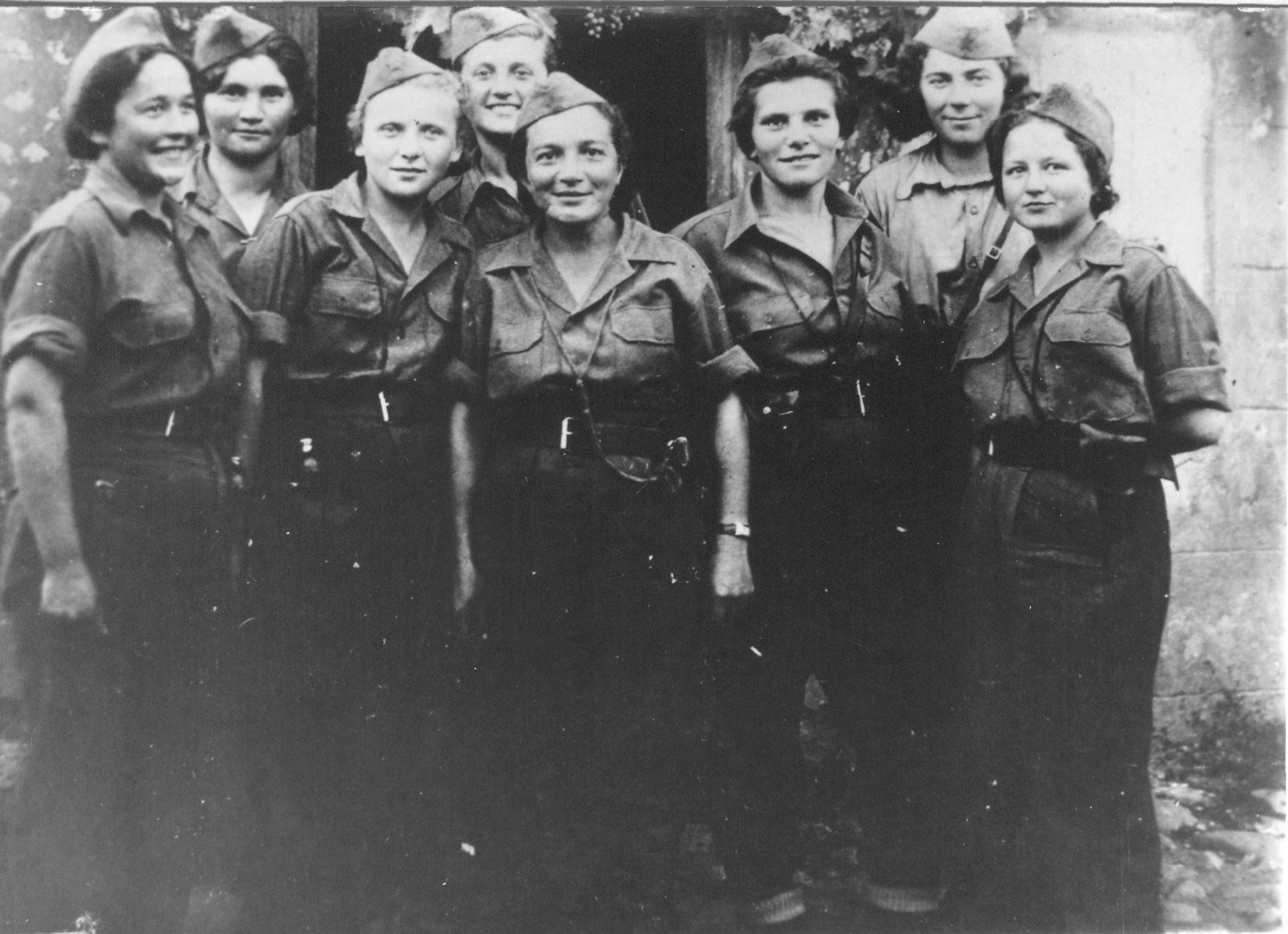
Roza Papo con i commilitoni a Guča, 1944

Dopo l'invasione della Jugoslavia da parte della Germania nazista nel 1941, entrò in contatto con i partigiani jugoslavi a Ozren e iniziò ad aiutarli. Gli ebrei di tutta Europa si unirono ai movimenti di resistenza nel tentativo di sopravvivere, ma la sua decisione fu motivata anche dal patriottismo. Si unì ufficialmente ai partigiani nel dicembre 1941. L'anno successivo aderì anche alla Lega dei Comunisti di Jugoslavia. Durante la guerra contrasse il tifo e nel 1942, durante una battaglia a Ozren, fu leggermente ferita al volto da una bomba.
In qualità di ufficiale fu al servizio diretto di Josip Broz Tito, leader della resistenza jugoslava. Guidò il sistema di reclutamento e la rete dei diversi ospedali da campo partigiani. Non volendo essere considerata una codarda, rifiutò di ripararsi durante un raid aereo nel 1942 e rischiò di perdere un occhio. Fu promossa al grado di capitano nel 1943 e di maggiore nel 1945.

### Nel dopoguerra
I partigiani uscirono vittoriosi dalla guerra nel 1945, Roza perse i genitori ed entrambi i fratelli, sua madre e le quattro zie furono uccise nei campi di concentramento. Tornata a Sarajevo, visse in un albergo; ben presto si trasferì a Belgrado per specializzarsi in infettivologia, tra le prime in Jugoslavia. Continuò la carriera di medico nell'esercito e divenne la prima direttrice dell'Accademia Medica Militare serba. Formulò i primi criteri per la selezione dei medici militari. Dopo aver pubblicato più di 50 articoli scientifici, divenne professoressa dell'Accademia Militare nel 1965. A lei si deve l'introduzione di nuovi metodi diagnostici, in primo luogo le biopsie epatiche, nonché l'introduzione di una diagnosi precisa dell'epatite virale e dell'iperbilirubinemia, oltre che della tubercolosi e della meningite.
Ebbe un figlio, morto nel 1969, e una figlia. Morì il 25 febbraio 1984 a Belgrado.

## Onorificenze
Per i suoi sforzi ha ricevuto sei medaglie, tra cui la Medaglia commemorativa partigiana del 1941, l'Ordine dei Meriti per il Popolo e l'Ordine della Fratellanza e Unità. Nel 1973 fu promossa al grado di generale, all'epoca la Jugoslavia contava più generali ebrei di Israele, e Roza Papo fu la prima donna generale dei Balcani: per questo motivo fu affettuosamente nota come "il generale con le trecce".